# فرناندو زامبرانو
فرناندو زامبرانو (انگلیسی: Fernando Zambrano؛ زادهٔ ۲۳ اکتبر ۱۹۴۹) بازیکن فوتبال اهل اسپانیا است.